# Йосу
Йосу́ (кор. 여수시?, 麗水市?, Йосу-си) — город в провинции Чолла-Намдо, Южная Корея. Расположен на юге Корейского полуострова на побережье Корейского пролива. В 2007 году Йосу был выбран городом, принимающим Всемирную выставку 2012 года.

## История
Традиционно на территории современного Йосу располагались рыбацкие деревни, а также военно-морские базы средневековой Кореи. В эпоху государства Пэкче (VI век) эта земля была поделена между двумя районами: Вончхоном (Вончхонхёном) и Тольсаном (Тольсанхёном), которые после объединения Корейского полуострова под властью государства Силла были переименованы в Хэып (Хэыпхён) и Йосан (Йосанхён). К 940 году относится первое упоминание Йосу (Йосухён). В 1497 году, в эпоху династии Чосон здесь была заложена военно-морская база, с которой связано имя известного корейского флотоводца Ли Сунсина. База Йосу сыграла большую роль в защите Кореи от японских набегов, в том числе и во время Имджинской войны. В 1897 году Йосу получил статус уезда (кун или гун), а в 1949 году из уезда был выделен город Йосу. В 1998 году уезд и город объединились, сформировав современный Йосу.

## Административное деление
Йосу административно делится на 1 ып, 6 мён и 20 тон:
| Район       | Хангыль | Площадь, км² | Население, чел | Внутреннее деление |
| ----------- | ------- | ------------ | -------------- | ------------------ |
| Тольсан-ып  | 돌산읍  | 71,77        | 14 961         | 10 ри              |
| Нам-мён     | 남면    | 42,34        | 4 119          |                    |
| Самсан-мён  | 삼산면  | 27,48        | 1043           | 6 ри               |
| Сора-мён    | 소라면  | 60,42        | 9814           | 8 ри               |
| Хваджон-мён | 화정면  | 25,26        | 1471           |                    |
| Хваян-мён   | 화양면  | 70,04        | 7847           |                    |
| Юльчхён-мён | 율촌면  | 46,52        | 9958           |                    |
| Вольхо-дон  | 월호동  |              | 9024           |                    |
| Йосо-дон    | 여서동  | 2,58         | 20 003         |                    |
| Йочхон-дон  | 여천동  |              | 22 613         |                    |
| Кванним-дон | 광림동  |              | 8819           |                    |
| Кук-дон     | 국동    | 1,53         | 13 138         |                    |
| Мандок-дон  | 만덕동  |              | 9671           |                    |
| Мёдо-дон    | 묘도동  | 11,52        | 1366           |                    |
| Мипхён-дон  | 미평동  | 3,09         | 14 562         |                    |
| Мунсу-дон   | 문수동  | 2,25         | 22 805         |                    |
| Самиль-дон  | 삼일동  |              | 4965           |                    |
| Сиджон-дон  | 시전동  |              | 20 552         |                    |
| Соган-дон   | 서강동  |              | 5274           |                    |
| Ссанбон-дон | 쌍봉동  |              | 35 990         |                    |
| Тонмун-дон  | 동문동  |              | 6351           |                    |
| Тундок-дон  | 둔덕동  | 15,81        | 11 336         |                    |
| Тэгё-дон    | 대교동  |              | 8328           |                    |
| Халлё-дон   | 한려동  |              | 5247           |                    |
| Чунан-дон   | 중앙동  | 0,5          | 6810           |                    |
| Чусам-дон   | 주삼동  |              | 9083           |                    |
| Чхунму-дон  | 충무동  | 1,35         | 5930           |                    |

## География
Йосу расположен на крайнем юге страны на побережье Корейского пролива. Граничит с Намхэ на востоке и севере, с Кохыном на западе и с Сунчхоном на севере-западе. Территория города включает более 300 мелких островов, из которых лишь 45 имеют постоянное население. Длина береговой линии — 906 километров.

### Климат
Климат в городе муссонный, более мягкий, чем на остальном полуострове. Среднегодовая температура составляет 14,5 °С, среднегодовое количество осадков — 960 мм.
| Показатель                    | Янв. | Фев. | Март | Апр.  | Май   | Июнь | Июль  | Авг.  | Сен.  | Окт. | Нояб. | Дек. | Год    |
| ----------------------------- | ---- | ---- | ---- | ----- | ----- | ---- | ----- | ----- | ----- | ---- | ----- | ---- | ------ |
| Средний суточный максимум, °C | 5,4  | 6,8  | 11,5 | 16,7  | 21,3  | 24,0 | 27,0  | 29,2  | 25,5  | 20,9 | 14,4  | 8,3  | 17,6   |
| Средняя температура, °C       | 1,6  | 2,8  | 7,1  | 12,7  | 17,4  | 20,6 | 24,2  | 25,9  | 22,1  | 16,9 | 10,5  | 4,4  | 13,9   |
| Средний суточный минимум, °C  | −1,6 | −0,5 | 3,5  | 9,2   | 14,1  | 18,0 | 22,1  | 23,4  | 19,2  | 13,6 | 7,2   | 1,1  | 10,8   |
| Норма осадков, мм             | 24,3 | 40,7 | 67,6 | 142,3 | 146,4 | 224  | 260,9 | 229,6 | 152,3 | 55,1 | 49    | 21,3 | 1413,5 |
| Источник: «World Climate»     |      |      |      |       |       |      |       |       |       |      |       |      |        |

## Экономика
Традиционное занятие местных жителей — рыболовоство, однако бурное развитие южнокорейской экономики позволило превратить город в крупный промышленный центр, один из крупнейших на юге страны. Работы по созданию промышленных комплексов начались в конце 1960-х годов. Сейчас в Йосу находится самый большой в стране нефтехимический комплекс. Также развита чёрная металлургия и строительство. В начале XXI века бурно стал развиваться туризм, чему способствовало решение принять в Йосу Всемирную выставку 2012 года. Началось строительство крупного туристического комплекса на юге города общей площадью 10 млн м². Согласно проекту здесь должны расположится парк развлечений, гостиницы, поле для гольфа, несколько парков и обустроенная набережная. Предполагаемый объём инвестиций составляет около 500 млн долларов США.

## Туризм и достопримечательности
В 2012 году в городе запланировано проведение Всемирной выставки. Тема выставки — «Мировой океан и его побережье».
Исторические достопримечательности Йосу — это прежде всего буддийский храм Хынгокса, заложенный в 1195 году. Во время Имджинской войны в храме находился тренировочный лагерь народного ополчения. Зал Дхармы знаменит своими росписями и входит в список Исторического наследия Кореи под номеров 396.
В территорию города входит множество живописных островов, куда регулярно проводятся туристические эксурсии. Известнейшие острова Йосу — Садо и Комундо.

## Города-побратимы
Города-побратимы и дружественные города Йосу:
- Себу, Филиппины
- Ханчжоу, Китай
- Карацу, Япония
- Ньюпорт Бич, США
- Сикестон[англ.], США
- Ванино, Россия
- Вэйхай, Китай
- Порт-оф-Спейн, Тринидад и Тобаго
- Штат Керетаро, Мексика

## Фотогалерея

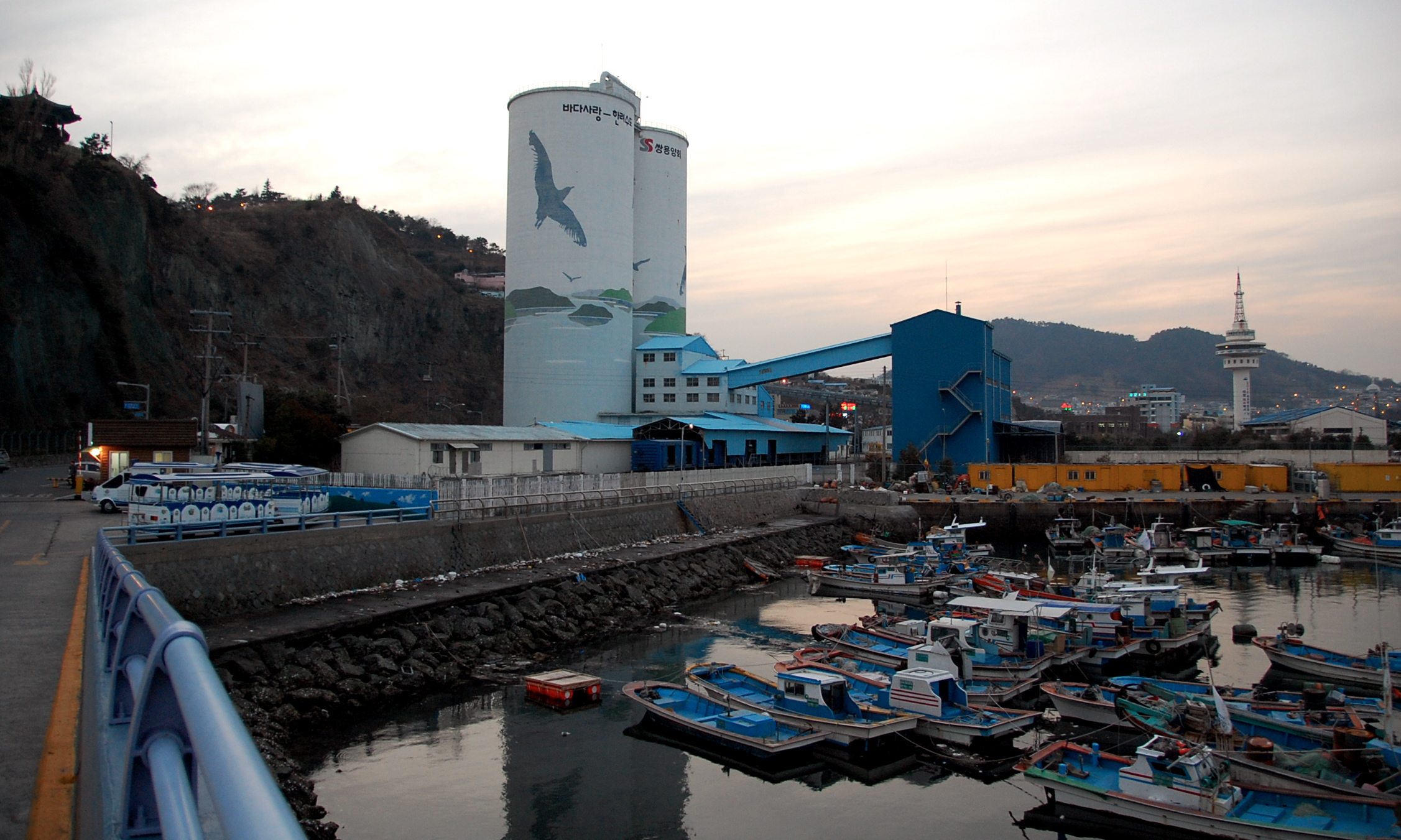
Порт Йосу
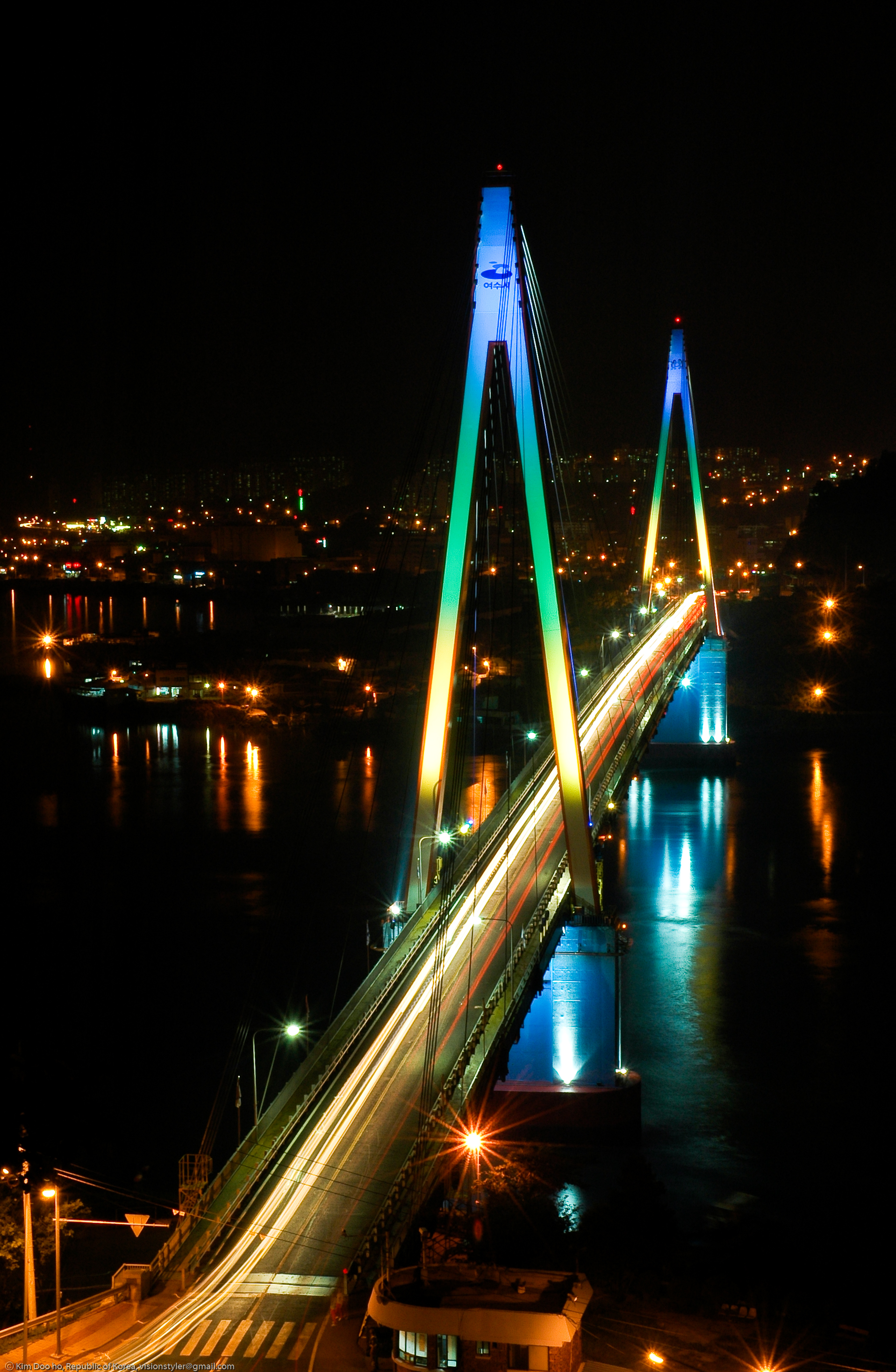
Мост Тольсан в Йосу
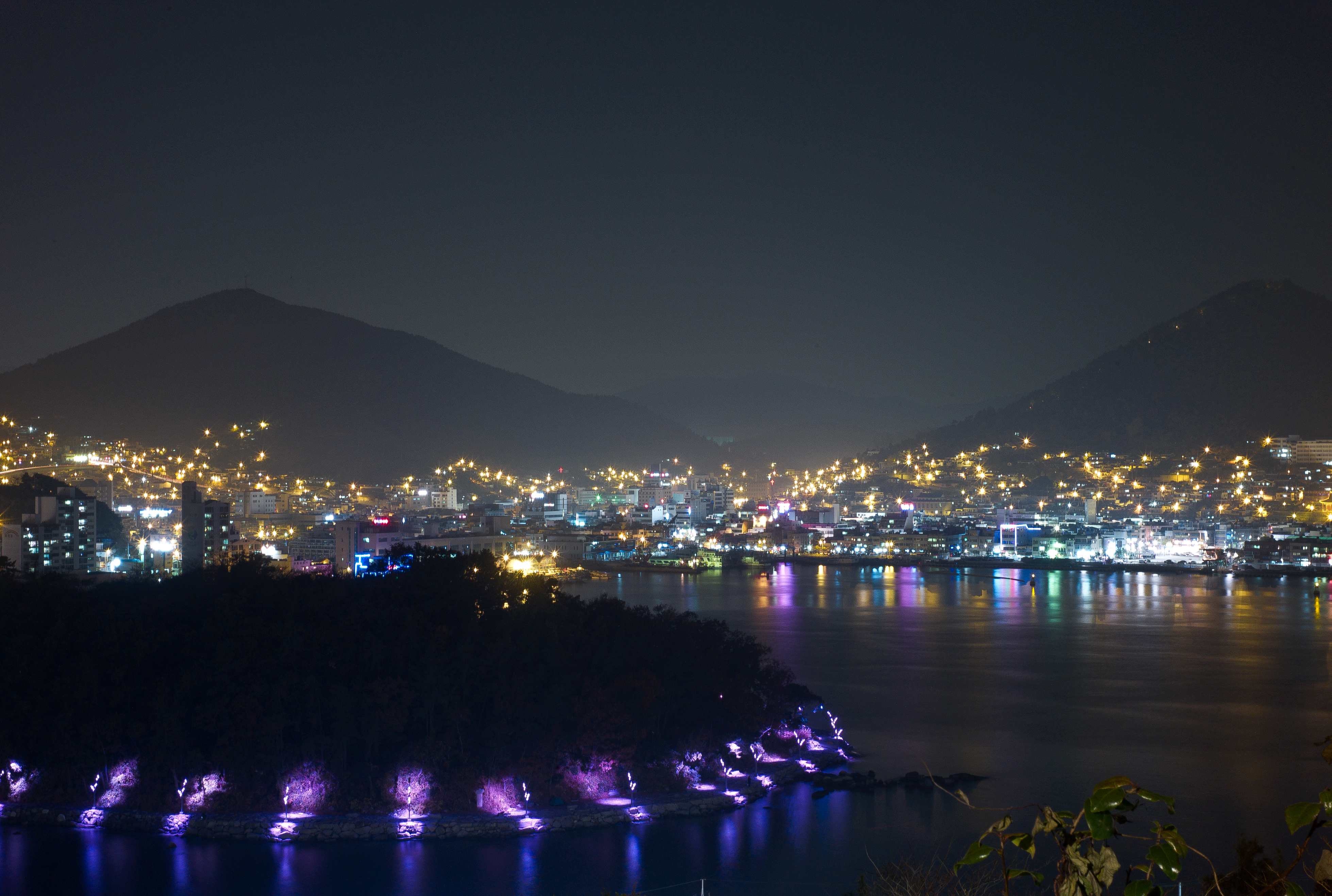
Йосу ночью
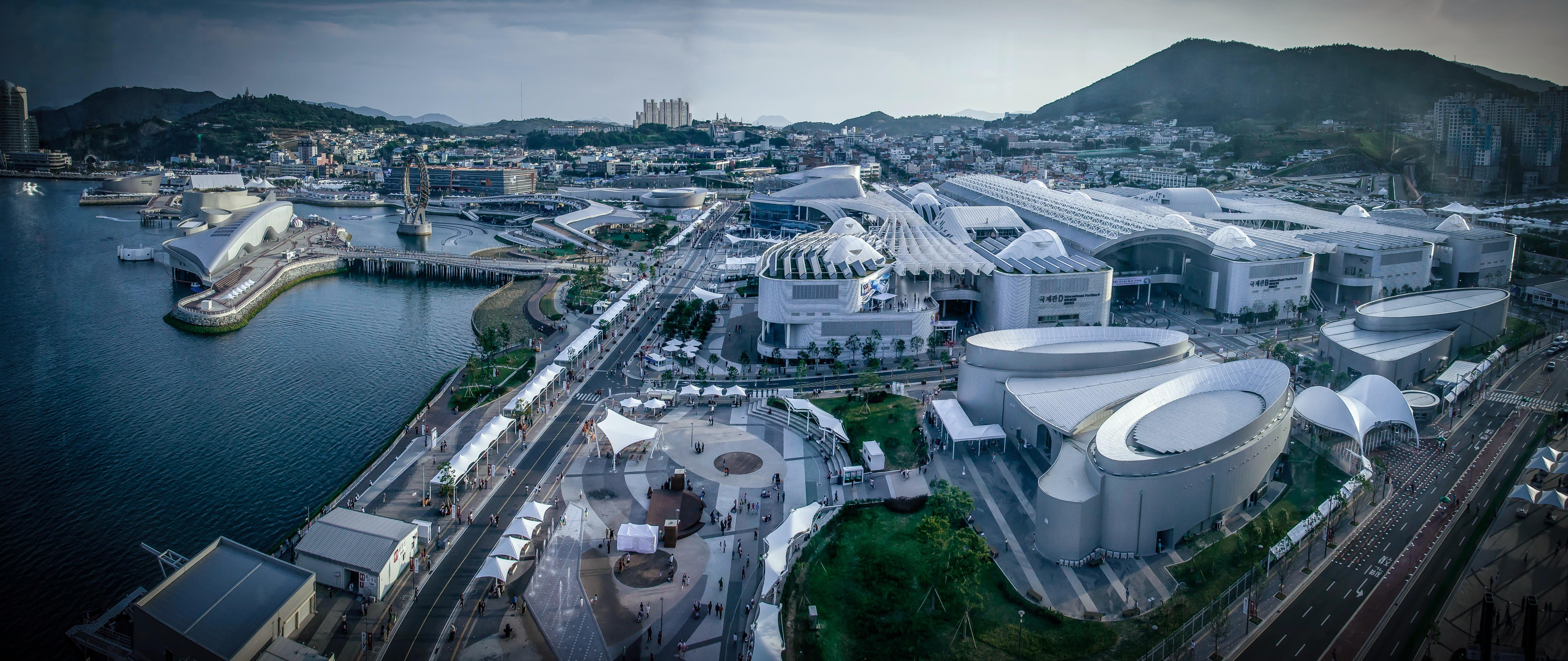
Панорама города